# Bahnstrecke South Ashburnham–Bellows Falls
| Gesellschaft: | GMR                  |                                           |                                           |
| Streckenlänge: | 86,79 km             |                                           |                                           |
| Spurweite: | 1435 mm (Normalspur) |                                           |                                           |
| |                      |                                           |                                           |
| Gleise: | 1                    |                                           |                                           |
| \| \| \| \| \| \| \| \| von Fitchburg \| \| \| \| 0,00 \| South Ashburnham MA \| South Ashburnham MA \| \| \| \| nach Greenfield \| \| \| \| 6,65 \| North Ashburnham MA (früher Naukeag) \| North Ashburnham MA (früher Naukeag) \| \| \| \| Millers River (4×) \| \| \| \| \| von Barber \| \| \| \| \| von Palmer \| \| \| \| \| Millers River \| \| \| \| 12,91 \| Winchendon MA \| Winchendon MA \| \| \| \| nach Peterborough \| \| \| \| 17,75 \| State Line \| State Line \| \| \| \| Massachusetts/New Hampshire \| \| \| \| 26,36 \| Fitzwilliam NH \| Fitzwilliam NH \| \| \| ? \| Putnam NH \| Putnam NH \| \| \| \| Rockwood Pond \| \| \| \| 34,84 \| Troy NH \| Troy NH \| \| \| 40,88 \| Webb NH (früher Marlborough) \| Webb NH (früher Marlborough) \| \| \| 47,19 \| South Keene NH (früher Swanzey, Joslin) \| South Keene NH (früher Swanzey, Joslin) \| \| \| \| Otter Brook \| \| \| \| \| von Greenfield \| \| \| \| 50,50 \| Keene NH \| Keene NH \| \| \| \| nach East Northfield \| \| \| \| \| Ashuelot River \| \| \| \| 65,11 \| East Westmoreland NH (früher Gilboa) \| East Westmoreland NH (früher Gilboa) \| \| \| 70,42 \| Westmoreland NH \| Westmoreland NH \| \| \| 80,34 \| Walpole NH \| Walpole NH \| \| \| 84,76 \| Cold River NH \| Cold River NH \| \| \| ? \| North Walpole NH \| North Walpole NH \| \| \| \| Connecticut River (New Hampshire/Vermont) \| \| \| \| 86,79 \| Bellows Falls VT \| Bellows Falls VT \| \| \| \| Abzweig in Richtung Windsor \| \| \| \| \| Strecke Brattleboro–Windsor \| \| \| \| \| Abzweig aus Richtung Brattleboro \| \| \| \| \| nach Burlington \| \| |                      |                                           |                                           |
| |                      |                                           |                                           |
| Strecke |                      | von Fitchburg                             | von Fitchburg                             |
| Dienststation / Betriebs- oder Güterbahnhof | 0,00                 | South Ashburnham MA                       | South Ashburnham MA                       |
| Abzweig ehemals geradeaus und nach links |                      | nach Greenfield                           | nach Greenfield                           |
| Haltepunkt / Haltestelle (Strecke außer Betrieb) | 6,65                 | North Ashburnham MA (früher Naukeag)      | North Ashburnham MA (früher Naukeag)      |
| Brücke über Wasserlauf (Strecke außer Betrieb) |                      | Millers River (4×)                        | Millers River (4×)                        |
| Abzweig geradeaus und von links (Strecke außer Betrieb) |                      | von Barber                                | von Barber                                |
| Abzweig geradeaus und von links (Strecke außer Betrieb) |                      | von Palmer                                | von Palmer                                |
| Brücke über Wasserlauf (Strecke außer Betrieb) |                      | Millers River                             | Millers River                             |
| Bahnhof (Strecke außer Betrieb) | 12,91                | Winchendon MA                             | Winchendon MA                             |
| Abzweig geradeaus und nach rechts (Strecke außer Betrieb) |                      | nach Peterborough                         | nach Peterborough                         |
| Bahnhof (Strecke außer Betrieb) | 17,75                | State Line                                | State Line                                |
| Grenze (Strecke außer Betrieb) |                      | Massachusetts/New Hampshire               | Massachusetts/New Hampshire               |
| Bahnhof (Strecke außer Betrieb) | 26,36                | Fitzwilliam NH                            | Fitzwilliam NH                            |
| Haltepunkt / Haltestelle (Strecke außer Betrieb) | ?                    | Putnam NH                                 | Putnam NH                                 |
| Brücke über Wasserlauf (Strecke außer Betrieb) |                      | Rockwood Pond                             | Rockwood Pond                             |
| Bahnhof (Strecke außer Betrieb) | 34,84                | Troy NH                                   | Troy NH                                   |
| Bahnhof (Strecke außer Betrieb) | 40,88                | Webb NH (früher Marlborough)              | Webb NH (früher Marlborough)              |
| Bahnhof (Strecke außer Betrieb) | 47,19                | South Keene NH (früher Swanzey, Joslin)   | South Keene NH (früher Swanzey, Joslin)   |
| Brücke über Wasserlauf (Strecke außer Betrieb) |                      | Otter Brook                               | Otter Brook                               |
| Abzweig geradeaus und von rechts (Strecke außer Betrieb) |                      | von Greenfield                            | von Greenfield                            |
| Bahnhof (Strecke außer Betrieb) | 50,50                | Keene NH                                  | Keene NH                                  |
| Abzweig geradeaus und nach links (Strecke außer Betrieb) |                      | nach East Northfield                      | nach East Northfield                      |
| Brücke über Wasserlauf (Strecke außer Betrieb) |                      | Ashuelot River                            | Ashuelot River                            |
| Bahnhof (Strecke außer Betrieb) | 65,11                | East Westmoreland NH (früher Gilboa)      | East Westmoreland NH (früher Gilboa)      |
| Bahnhof (Strecke außer Betrieb) | 70,42                | Westmoreland NH                           | Westmoreland NH                           |
| Bahnhof (Strecke außer Betrieb) | 80,34                | Walpole NH                                | Walpole NH                                |
| Betriebs-/Güterbahnhof Strecke bis hier außer Betrieb | 84,76                | Cold River NH                             | Cold River NH                             |
| Bahnhof | ?                    | North Walpole NH                          | North Walpole NH                          |
| Grenze auf Brücke über Wasserlauf |                      | Connecticut River (New Hampshire/Vermont) | Connecticut River (New Hampshire/Vermont) |
| Dienststation / Betriebs- oder Güterbahnhof | 86,79                | Bellows Falls VT                          | Bellows Falls VT                          |
| Abzweig geradeaus und nach rechts |                      | Abzweig in Richtung Windsor               | Abzweig in Richtung Windsor               |
| Kreuzung |                      | Strecke Brattleboro–Windsor               | Strecke Brattleboro–Windsor               |
| Abzweig geradeaus und von links |                      | Abzweig aus Richtung Brattleboro          | Abzweig aus Richtung Brattleboro          |
| Strecke |                      | nach Burlington                           | nach Burlington                           |

Die Bahnstrecke South Ashburnham–Bellows Falls ist eine ehemalige Eisenbahnverbindung in Massachusetts, New Hampshire und Vermont (Vereinigte Staaten). Sie ist etwa 87 Kilometer lang und verbindet die Städte Ashburnham, Winchendon, Keene und Bellows Falls. Die Strecke ist größtenteils stillgelegt und abgebaut, nur ein kurzer Abschnitt bei Bellows Falls ist noch in Betrieb und wird durch die Green Mountain Railroad betrieben.

## Geschichte
Wie auch die Vermont and Massachusetts Railroad (V&M) beabsichtigte die 1844 gegründete Cheshire Railroad, eine Bahnstrecke im Anschluss an die Fitchburg Railroad zum Connecticut River zu bauen. Sie wählte als Endpunkt jedoch Bellows Falls, während die V&M nach Brattleboro baute. Die V&M begann im Oktober 1845 mit dem Bau der Strecke, die über Winchendon führen sollte. Nachdem die Regierung von Massachusetts jedoch eine Streckenführung über Gardner wünschte, verkaufte die V&M den bereits im Bau befindlichen Abschnitt von South Ashburnham nach Winchendon an die Cheshire. Der Abschnitt nach Winchendon ging am 1. Oktober 1847, nur wenige Tage nach der Eröffnung der V&M, in Betrieb. Die Gesellschaft hatte den Weiterbau über Troy und Keene vorangetrieben und am 27. Dezember 1847 erreichte der erste Zug Troy. Keene war im Mai 1848 erreicht, der Endpunkt Bellows Falls schließlich im Juni 1849. Für den Abschnitt von Fitchburg nach South Ashburnham der V&M vereinbarte man 1851 eine Mitbenutzung. 
1890 übernahm die Fitchburg Railroad die Betriebsführung auf der Strecke, gefolgt von der Boston and Maine Railroad im Jahre 1900. Zwei bedeutende Expresszüge, der Mount Royal und der Green Mountain Flyer verkehrten bis 1953 über die Strecke auf ihrem Weg von Boston über Rutland nach Montréal. Danach fuhren zwischen South Ashburnham und Bellows Falls nur noch Personenzüge, die 1958 ebenfalls eingestellt wurden.
1972 endete zwischen Winchendon und Cold River der Güterverkehr und die Strecke wurde bis auf den Abschnitt South Keene–Keene stillgelegt. Dieser Abschnitt war noch bis 1975 in Betrieb und wurde dann ebenfalls offiziell stillgelegt, jedoch noch bis 1983 als Abstellgleis genutzt. 1979 verkaufte die Boston&Maine den Abschnitt von Cold River nach Bellows Falls an die Green Mountain Railroad, die ihn bis heute betreibt. Der verbleibende Streckenteil von South Ashburnham nach Winchendon wurde ab 1983 durch die Guilford Transportation betrieben. Sie legte ihn jedoch bis auf ein kurzes Stück in South Ashburnham bereits im Folgejahr still. Noch bis 1991 wurde das Anschlussgleis in South Ashburnham benutzt, 1993 jedoch ebenfalls stillgelegt.
In North Walpole befindet sich die Abfahrtsstelle des heutigen Green Mountain Flyer, eines Touristenzuges, der von der Green Mountain Railroad betrieben wird und nach Chester verkehrt.

## Streckenbeschreibung
Die Strecke beginnt im Bahnhof South Ashburnham und zweigt hier aus der Bahnstrecke Fitchburg–Brattleboro ab. Sie verläuft in nordnordwestliche Richtung am Lake Wampanoag vorbei und schwenkt bei Naukeag in nordwestliche Richtung parallel zur Staatsstraße 12. Etwa zwei Kilometer vor Winchendon mündet die Bahnstrecke Barber–Winchendon ein. In Winchendon überquert die Bahnstrecke den Whitney Pond, nachdem unmittelbar vor der Brücke die Strecke von Palmer einmündete. Hier beginnt bereits das Bahnhofsgelände des Bahnhofs Winchendon, das heute überbaut ist. 
Ein kurzes Stück nördlich des Bahnhofs zweigt die Strecke nach Peterborough ab. Die Cheshire-Strecke verläuft nun kurvenarm weiter nordwestwärts und überquert kurz darauf die Staatsgrenze nach New Hampshire. Vorbei am Sip Pond erreicht die Trasse den Templeton Turnpike, dem sie nordwärts bis kurz vor Fitzwilliam folgt. Sie biegt nach Westen ab, durchfährt die Bahnhofssiedlung von Fitzwilliam und biegt erneut nach Norden ab. Auf einem Damm überquert die Strecke dann den Rockwood Pond und erreicht kurz darauf Troy. Wie in vielen Orten entlang der Strecke erinnert auch hier die Depot Street (Bahnhofstraße) an die Eisenbahn.
Die Bahntrasse liegt weiterhin parallel zur Staatsstraße 12, dem Monadnock Highway, und erreicht nach 16 Kilometern die Kleinstadt Keene. Südlich der Stadt, am Bahnhof South Keene, überquerte sie den Otter Brook. Hier mündet auch die Bahnstrecke Keene–Greenfield ein. Kurz darauf ist der Bahnhof Keene erreicht. Der Lokschuppen hat heute eine andere Verwendung, das Bahnhofsgelände ist großteils überbaut.
Zunächst verläuft die Bahnstrecke in westlicher Richtung und überquert den Ashuelot River. Kurz darauf biegt sie jedoch wieder nach Norden ab und durchquert nun die Wälder nordwestlich der Stadt Keene, wo sie wieder auf die Staatsstraße 12 trifft. Parallel zu dieser führt die Trasse nun kurvenreich in das Tal des Connecticut River hinab, den sie bei Westmoreland erreicht. Parallel zum Fluss verläuft die Strecke nun nordwärts und überquert ihn und damit die Staatsgrenze nach Vermont kurz vor dem Endbahnhof Bellows Falls. Hier kreuzt die Bahnstrecke Brattleboro–Windsor niveaugleich, zu der es auch Verbindungskurven gibt. Die Fortsetzung der Bahnstrecke bildet die Rutland-Hauptstrecke nach Burlington.

## Personenverkehr
Der Fahrplan vom 28. September 1913 sah an Werktagen fünf sowie an Sonntagen drei Personenzugpaare vor, die alle in Fitchburg begannen bzw. endeten. Die Reisezeit zwischen South Ashburnham und Bellows Falls betrug je nach Aufenthalt in Keene und Winchendon zwischen 96 und 145 Minuten.
Nach dem Fahrplan vom 15. Januar 1934 verkehrten damals immer noch vier werktägliche sowie drei sonntägliche Zugpaare. Die Fahrzeit betrug zwischen 87 und 118 Minuten und hatte sich damit gegenüber 1913 leicht verringert. 